# 张雪玲
张雪玲（1983年5月7日—），原籍北京，新加坡前乒乓球运动员。

## 生涯
张雪玲在1998年前往新加坡发展乒乓球事业，从2000年开始代表新加坡参加国际赛事，2001年正式获得新加坡国籍，曾参加2004年雅典奥运会，打进了女单八强。2006年墨尔本英联邦运动会，张雪玲连夺女团、女单、女双和混双四项冠军，上升势头一度十分迅猛。然而，随着2007年王越古加入新加坡国家队，已沦为队内第四单打的张雪玲于同年向国家队请辞，结束与新加坡乒总的宾主关系。此后，张雪玲随同回国执教的丈夫返回中国，进入上海交通大学读书。

## 家庭
张雪玲的丈夫是前新加坡乒乓球国手郑祺，他在退役后曾担任新加坡男队教练和上海女子乒乓球队教练，但不幸于2008年5月在一场严重车祸中遇难。